# Leopold III. von Habsburg

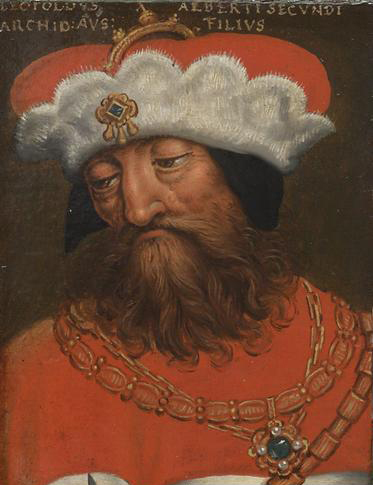
Herzog Leopold III. von Habsburg, Fantasieporträt von Anton Boys (16. Jh.)

Leopold III. der Gerechte (* 1. November 1351 in Wien; † 9. Juli 1386 in Sempach) aus dem Haus Habsburg war Herzog von Österreich, Steiermark, Kärnten und Krain.

## Leben
Leopold wurde als Sohn von Herzog Albrecht II. dem Weisen (Lahmen) und Johanna, Tochter von Ulrich III. (Graf von Pfirt) geboren.
Bezüglich seiner Nachfolge hatte Albrecht II. schon 1355 eine habsburgische Hausordnung erlassen, wonach die Söhne gemeinsam und gleichberechtigt die Regierungsgeschäfte hätten führen müssen. Als er am 20. Juli 1358 starb, übernahm aufgrund der Minderjährigkeit der drei jüngeren Söhne der älteste, Rudolf IV. der Stifter, allein die Regierung. 1364 entschloss sich dieser, die Rudolfinische Hausordnung zu erlassen, wonach die habsburgischen Länder gemeinsamer Besitz aller Brüder seien. Ein Dokument, das die Unterschriften aller drei Brüder zeigt (der zweitälteste, Friedrich III., verstarb schon 1362), ist der berühmte Gründungsbrief der Wiener Universität 1365.
Schon wenige Monate später aber verstarb Rudolf IV. überraschend 26-jährig, und die zwei Brüder Albrecht III. mit dem Zopf (15 oder 16 Jahre alt) und Leopold (14 Jahre alt) teilten sich die Regierungsgeschäfte. Die formelle Belehnung erfolgte durch Kaiser Karl IV. Aufgrund des höheren Alters kam Albrecht die führende Rolle in der gemeinsamen Regierungstätigkeit zu, was bei den überlieferten Unterschieden im Naturell der beiden Brüder, Leopold wird als ehrgeizig und tatendurstig beschrieben, Albrecht hingegen als besonnen, bald zu immer größeren Spannungen führte.
Durch den Frieden von Schärding 1369 war der habsburgische Besitz Tirols durch die Wittelsbacher anerkannt worden.
1373 teilten die Brüder die Verwaltung der Besitztümer fix unter sich auf: Leopold wurde Regent von Tirol und den Vorlanden. Schließlich wurde, wohl auch um einen offenen Kampf zu verhindern, sowohl die Regierung als auch der Besitz der habsburgischen Ländereien geteilt:
Durch den Neuberger Teilungsvertrag vom 25. September 1379 erhielt Leopold die Herzogtümer Steiermark (mit Wiener Neustadt), Kärnten, Krain, die Windische Mark, Görz und Güter in Friaul sowie die Grafschaft Tirol und Vorderösterreich westlich des Arlbergs zugesprochen.
Damit kam es auch zur folgenschweren Teilung des Hauses Habsburg in die Leopoldinische und Albertinische Linie.
1368 unterstellte sich Freiburg im Breisgau freiwillig Leopold, nachdem sich die Stadt von Egino III. freigekauft hatte. 1374 erbte Leopold den Görzer Besitz in Istrien und der Windischen Mark mit Möttling. 1375 kam Feldkirch, 1382 auch Triest hinzu. In den 1380er Jahren versuchte Leopold in Tirol den Handel durch gezielte Privilegien der Städte (z. B. Meran und 1381 Ratsprivileg und Siegelverleihung für Bozen) zu fördern. Dies trug zum Aufstieg des Bürgertums in den Städten bei. Am 27. April 1386 erwarb er von seinem Vetter Johann IV. für 12.000 Gulden Stadt und Herrschaft Laufenburg.

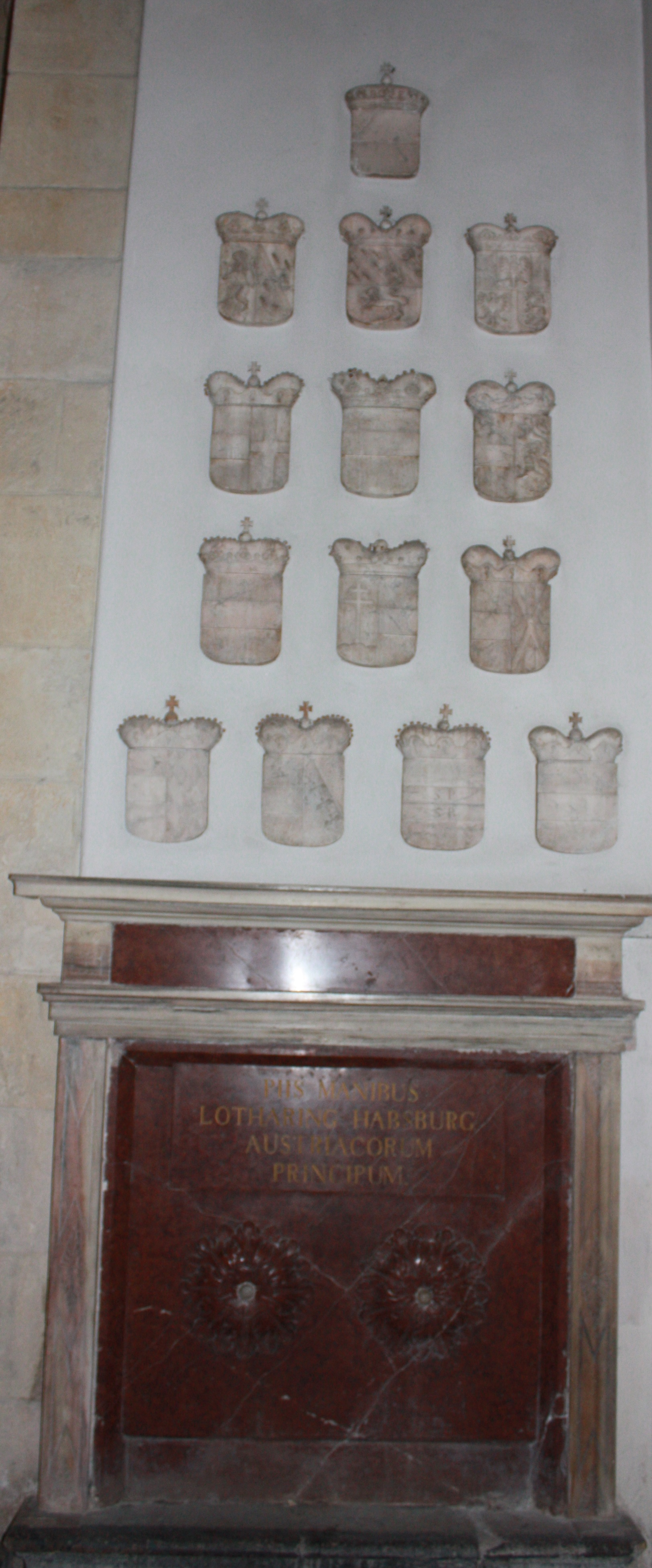
Epitaph mit den Wappen der Habsburger in der Stiftskirche St. Paul im Lavanttal

Leopold versuchte seine Position im Westen auszubauen. So erhielt er die Reichsvogtei über Basel und konnte die Stadt nach der Bösen Fasnacht von 1376 für eine Dekade unter habsburgische Dominanz bringen.  Jedoch erlitt er 1386 gegen die Eidgenossen in der Schlacht bei Sempach eine aufsehenerregende Niederlage und fiel selbst in der Schlacht. Er hatte bereits für sich eine Gruftkapelle in der Burg in Wiener Neustadt errichten lassen, wurde aber in der Kirche des  Klosters von Königsfelden bei Brugg begraben. Durch die Feierliche Übersetzung der kaiserlich-königlichen-auch-herzoglich-österreichischen höchsten Leichen kam er mit den anderen zunächst in den Dom St. Blasien und nach der Aufhebung des Klosters St. Blasien in die Stiftskirchengruft des Klosters Sankt Paul im Lavanttal in Kärnten.
Heinrich III. der Gessler ist bezeugt ab 1359 bis um 1407 und war sein   Kammermeister und Rat, er war 1386 Landvogt im Aargau, 1387 Landvogt im Thurgau und 1393 Waldvogt auf der Gutenburg.
Franz Ludwig Haller, der das gut erhaltene Skelett von Leopold III. 1769, 1770 und nochmals 1806 untersuchte, beschrieb frontale und rechtstemporale Hieb- und Stichverletzungen des Schädels.

## Nachkommen
Leopold war seit 1365 in Wien mit Viridis Visconti (* um 1350 in Mailand, † vor 1. März 1414 in Mailand), Tochter des Herren von Mailand, Bernabò Visconti, und dessen Gattin Prinzessin Beatrix della Scala, verheiratet.
- Wilhelm der Ehrgeizige bzw. der Freundliche (1370–1406), Herzog von Österreich
⚭ 1401 Prinzessin Johanna von Neapel a.d.H. Anjou, Tochter König Karls III. von Neapel und seiner Ehefrau Fürstin Margarethe von Durazzo.
- Leopold IV. von Habsburg der Dicke (1371–1411), Herzog von Österreich
⚭ 1393 Prinzessin Katharina von Burgund, Tochter Herzog Philipps des Kühnen von Burgund und seiner Ehefrau Gräfin Margarete von Flandern.
- Ernst der Eiserne (1377–1424), Herzog von Österreich und Steiermark
  1. ⚭ 1392 Prinzessin Margarethe von Pommern, Tochter Herzog Bogislaws V. von Pommern und seiner Ehefrau Prinzessin Adelheid von Braunschweig-Grubenhagen
  2. ⚭ 1412 Zymburgis von Masowien, Tochter Herzog Ziemowits IV. von Masowien und seiner Ehefrau Großfürstin Alexandra von Litauen.
- Friedrich IV. von Habsburg mit der leeren Tasche (1382–1439), Herzog von Österreich und Graf von Tirol
⚭ 1406 Prinzessin Elisabeth von der Pfalz, Tochter des römisch-deutschen Königs Ruprecht (III.) und seiner Ehefrau Burggräfin Elisabeth von Hohenzollern-Nürnberg, Tochter des Burggrafen Friedrich V.
⚭ 1410 Prinzessin Anna von Braunschweig-Göttingen (1390–1432), Tochter des Herzogs Friedrich von Braunschweig-Göttingen und seiner Ehefrau Prinzessin Anna von Sachsen.

Vormund für die beim Tode Leopolds III. noch minderjährigen Söhne und damit Alleinregent aller habsburgischen Gebiete ist aber Bruder Albrecht, der somit der eigentliche Nachfolger Leopolds ist. Nach dem Tode Albrechts (1395) übernimmt dessen Sohn Albrecht IV. die Regentschaft, aber schon bald gelingt es den Söhnen Leopolds, wieder an der Regierung teilzuhaben.
Diese Nachkommen Leopolds und deren Nachkommen bilden die Leopoldinische Linie der Habsburger, die, nach dem Verlöschen der Albertiner nach seinem Bruder mit Ladislaus Postumus 1457, spätestens ab Kaiser Maximilian I. (1459–1519) das Haus Österreich hervorbringt. Nach dem Tod Kaiser Karls VI. waren die männlichen Habsburger 1740 ausgestorben. Mit der Hochzeit des Herzogs von Lothringen, Franz I. Stephan, mit Maria Theresia, der Erbin des Hauses Habsburg, war 1736 das Haus Habsburg-Lothringen entstanden, das bis heute andauert.

## Wahlspruch
Virtuti nil invium ‚Der Tugend Bahn‘ (wörtlich: ‚der Tugend nichts Unwegsames‘)

## Ahnentafel
| Ahnentafel von Leopold III. | Ahnentafel von Leopold III.                                                | Ahnentafel von Leopold III.                                                | Ahnentafel von Leopold III.                                                | Ahnentafel von Leopold III.                                                | Ahnentafel von Leopold III.                                                | Ahnentafel von Leopold III.                                                | Ahnentafel von Leopold III.                                                | Ahnentafel von Leopold III.                                                |
| --------------------------- | -------------------------------------------------------------------------- | -------------------------------------------------------------------------- | -------------------------------------------------------------------------- | -------------------------------------------------------------------------- | -------------------------------------------------------------------------- | -------------------------------------------------------------------------- | -------------------------------------------------------------------------- | -------------------------------------------------------------------------- |
| Urgroßeltern                | König Rudolf (1218–1291) ⚭ 1253 Gertrud von Hohenberg († 1281)             | König Rudolf (1218–1291) ⚭ 1253 Gertrud von Hohenberg († 1281)             | Graf Meinhard II. (1239–1295) ⚭ 1259 Elisabeth von Bayern (1227–1273)      | Graf Meinhard II. (1239–1295) ⚭ 1259 Elisabeth von Bayern (1227–1273)      | Theobald von Pfirt († 1310/1311) Katharina von Klingen-Altennklingen       | Theobald von Pfirt († 1310/1311) Katharina von Klingen-Altennklingen       |                                                                            |                                                                            |
| Großeltern                  | König Albrecht (1255–1308) ⚭ 1274 Elisabeth von Görz und Tirol (1262–1313) | König Albrecht (1255–1308) ⚭ 1274 Elisabeth von Görz und Tirol (1262–1313) | König Albrecht (1255–1308) ⚭ 1274 Elisabeth von Görz und Tirol (1262–1313) | König Albrecht (1255–1308) ⚭ 1274 Elisabeth von Görz und Tirol (1262–1313) | Ulrich III. von Pfirt (1281–1324) ⚭ Johanna von Mömpelgard (1284–1349)     | Ulrich III. von Pfirt (1281–1324) ⚭ Johanna von Mömpelgard (1284–1349)     | Ulrich III. von Pfirt (1281–1324) ⚭ Johanna von Mömpelgard (1284–1349)     | Ulrich III. von Pfirt (1281–1324) ⚭ Johanna von Mömpelgard (1284–1349)     |
| Eltern                      | Herzog Albrecht der Weise (1298–1358) ⚭ 1324 Johanna von Pfirt (1300–1351) | Herzog Albrecht der Weise (1298–1358) ⚭ 1324 Johanna von Pfirt (1300–1351) | Herzog Albrecht der Weise (1298–1358) ⚭ 1324 Johanna von Pfirt (1300–1351) | Herzog Albrecht der Weise (1298–1358) ⚭ 1324 Johanna von Pfirt (1300–1351) | Herzog Albrecht der Weise (1298–1358) ⚭ 1324 Johanna von Pfirt (1300–1351) | Herzog Albrecht der Weise (1298–1358) ⚭ 1324 Johanna von Pfirt (1300–1351) | Herzog Albrecht der Weise (1298–1358) ⚭ 1324 Johanna von Pfirt (1300–1351) | Herzog Albrecht der Weise (1298–1358) ⚭ 1324 Johanna von Pfirt (1300–1351) |
| Leopold III. (1351–1386)    |                                                                            |                                                                            |                                                                            |                                                                            |                                                                            |                                                                            |                                                                            |                                                                            |